# سیله‌کران
سیله‌کران (به لاتین: Seləkəran) یک منطقهٔ مسکونی در جمهوری آذربایجان است که در شهرستان آستارا واقع شده‌است. سیله‌کران ۸۸۶ نفر جمعیت دارد.

## ریشه واژه
سیله‌کران از دو واژه تالشی سل به‌معنای سیل و کران به‌معنای روستا یا آبادی است و معنای کلی آن به‌صورت آبادی سیل‌خیز یا روستایی که سیل می‌آید است.